# Trials
Trials es una serie de videojuegos de carreras, para plataformas desarrollada por RedLynx, basada libremente en el deporte de la vida real de las pruebas de motocicletas. Involucra a un motociclista en un mundo 2.5D, atravesando obstáculos bajo la influencia de la física simulada. Fue publicado por Ubisoft.

## Historia
Trials fue lanzado como un videojuego de navegador en el año 2000. La jugabilidad era algo similar al éxito de Mastertronic en 1987, Kikstart 2.
Trials 2 se lanzó en el año 2007 y se rehízo como Trials 2: Second Edition en el año 2008. Trials HD se lanzó para Xbox Live Arcade en el año 2009. Trials Evolution se lanzó para Xbox Live Arcade en 2012. Trials Frontier se lanzó para teléfonos inteligentes y tabletas el 10 de abril del año 2014.
Trials Fusion fue lanzado para PlayStation 4, Xbox 360 y Xbox One el 16 de abril de 2014. Trials Frontier y Trials Fusion están diseñados para trabajar juntos. Trials Fusion fue lanzado para PC el 24 de abril del año 2014.
El 11 de junio del año 2018, RedLynx anunció Trials Rising en la E3 2018. Se lanzó para PlayStation 4, Xbox One, Nintendo Switch y PC el 26 de febrero del año 2019.

## Videojuegos

### Serie principal
| Título           | Año  | Plataforma                                                  |
| ---------------- | ---- | ----------------------------------------------------------- |
| Trials           | 2000 | Java                                                        |
| Trials 2         | 2007 | Flash                                                       |
| Trials HD        | 2009 | Xbox 360                                                    |
| Trials Evolution | 2012 | Xbox 360                                                    |
| Trials Fusion    | 2014 | Microsoft Windows, PlayStation 4, Xbox 360, Xbox One        |
| Trials Rising    | 2019 | Microsoft Windows, PlayStation 4, Xbox One, Nintendo Switch |

### Otros juegos
| Título                         | Año  | Plataforma                                 | Tipo          |
| ------------------------------ | ---- | ------------------------------------------ | ------------- |
| Trials Bike Basic              | 2003 | Java                                       | Expansión     |
| Trials Bike Pro                | 2003 | Java                                       | Expansión     |
| Trials Construction Yard       | 2004 | Java                                       | Expansión     |
| Trials Mountain Heights        | 2005 | Java                                       | Expansión     |
| Trials Dynamite Tumble         | 2008 | Flash                                      | Spin-off      |
| Trials 2: Second Edition       | 2008 | Microsoft Windows                          | Nueva versión |
| Trials Legends                 | 2010 | Microsoft Windows                          | Nueva versión |
| Trials Evolution: Gold Edition | 2013 | Microsoft Windows                          | Nueva versión |
| Trials Frontier                | 2014 | Android, iOS                               | Spin-off      |
| Trials of the Blood Dragon     | 2016 | Microsoft Windows, PlayStation 4, Xbox One | Spin-off      |